# Artillcecrinea
Artillcecrinea es un despoblado que actualmente forma parte del concejo de Elguea, que está situado en el municipio de Barrundia, en la provincia de Álava, País Vasco (España).

## Historia
Se desconoce cuándo se despobló ni su situación exacta.